# Umlaufbach
Der Umlaufbach (Gewässerkennzahl: 322) ist ein orografisch linker Zufluss zur Werse in Nordrhein-Westfalen. Der 13,2 km lange Bach entspringt in der Bauerschaft Nordick der Gemeinde Ascheberg und mündet nach einem wenig nach Osten ausholenden, insgesamt nördlichen Lauf etwa 2 km nordwestlich von Drensteinfurt in die Werse. Er hat ein Einzugsgebiet von 39,9 km². Der obere Verlauf wird teilweise auch bis zur Bauerschaft Forsthövel der Gemeinde Ascheberg Ossenbecke genannt.
Zuflüsse des Umlaufbachs sind der Mühlenbach und der Viehfeldgraben.